# Jardins du prieuré d'Orsan
Les jardins du prieuré Notre-Dame d'Orsan sont des jardins d'inspiration monastique médiévale situés au cœur du prieuré d'Orsan appartenant à l’ Ordre de Fontevraud, un prieuré fontevriste fondé au XIIe siècle par Robert d'Arbrissel, sur le territoire de la commune de Maisonnais, dans le département du Cher, en France.

## Histoire et motivation
Les jardins du prieuré d'Orsan naissent en 1992 et ouvrent au public en 1994.
Créés par deux architectes, Sonia Lesot et Patrice Taravella, et entretenus par le maître jardinier Gilles Guillot, ces jardins sont l'évocation du paradis perdu. La volonté initiale n'a pas été de réaliser une exacte reconstitution des jardins de l'origine du prieuré, mais plutôt d'évoquer l'esprit d'un jardin médiéval.
Au Moyen Âge, les jardins de monastère devaient nourrir le corps et l'esprit et apporter la quiétude nécessaire à la méditation. S'inspirant des jardins bibliques, ils comprenaient au moins quatre types de jardin : le potager, l´herbarium pour les plantes médicinales, le verger-cimetière et le jardin du cloître. La clôture, séparant la nature sauvage de la vie civilisée, la fontaine, représentant les quatre fleuves du Paradis et le préau (ou prael), pelouse parsemée de fleurs et agrémentée de banquettes de verdure, de tonnelles et de pergolas, sont d'autres éléments incontournables des jardins médiévaux. La conception des jardins d'Orsan a ainsi répondu à trois préoccupations : la fonction, la symbolique et l'harmonie.
L'élément fondateur des jardins d'Orsan a ainsi été l'élaboration d'un cloître de verdure avec en son centre une fontaine. Tous les jardins adjacents : les simples, les vergers, l'allée des petits fruits, le labyrinthe, la roseraie (ou jardin de Marie), le potager surélevé, le parterre, la pergola et le jardin des oliviers se sont établis à l'intérieur du clos et autour du cloître.
À cela, il faut ajouter le pré fleuri, aux allées tracées et entretenues pour permettre une promenade vers le bois et le long du ruisseau.

## Label
Ces jardins portent le label « jardin remarquable » décerné par le Ministère de la Culture.